# Zorginnovatieplatform
Het Zorginnovatieplatform (ZIP) is een platform van vertegenwoordigers van de Nederlandse gezondheidszorg met als doel innovatie in de zorg te stimuleren en onder de aandacht te brengen. Minister Klink en staatssecretaris Bussemaker lanceerden op 23 april 2008 het Zorginnovatieplatform.

## Missie & doelstelling
Het ZIP heeft als missie innovaties te versnellen en aan te jagen die bijdragen aan een duurzaam gezondheidssysteem en daarmee het welzijn en de welvaart van de bevolking verhogen. Duurzaam heeft daarbij betrekking op behoud of verbetering van de kwaliteit, toegankelijkheid en betaalbaarheid op de lange termijn. De focus ligt hierbij op chronisch
zieken en ouderen.

Innovaties die het ZIP wil aanjagen en versnellen dragen bij aan de volgende thema's:
- De mens meer centraal: verbeteren positie van patiënten en professionals
- Meer toepassen van mogelijkheden ICT en technologie
- Slimmer organiseren en meer ondernemerschap in de zorg

Activiteiten van het ZIP richten zich vooral op chronische aandoeningen die veel voorkomen, zoals hart- en vaatziekten, diabetes, astma/ COPD, angst en stemmingsstoornissen en dementie, maar ook op ouderen met (meerdere) gezondheidsproblemen. Hiervoor heeft het ZIP financieel instrumentarium ontwikkeld, van vouchers en prestatiecontracten tot calls voor de opschaling van experimenten. Daarnaast adresseert en agendeert het ZIP onderwerpen bij individuele partijen en innovatienetwerken, tracht ervaringen op te doen uit verschillende projecten en deze kennis beschikbaar maken voor anderen.

## Samenstelling
In het Zorginnovatieplatform zijn experts uit de zorg, het bedrijfsleven, de wetenschap en de overheid samengebracht:
- Ab Klink (voorzitter)
- Jet Bussemaker
- Marcelis Boereboom
- Wil van den Bosch
- Margo Brouns
- Hans Klein Breteler
- Boudewijn Dessing
- Marijke van Hees
- Armand Höppener
- Emile Lohman
- Tineke van den Klinkenberg
- Ben Noteboom
- Jules Theeuwes
- Paul Smit
- Claudia Zuiderwijk

## Trivia
- Het Zorginnovatieplatform houdt bijeenkomsten en congressen, geeft een nieuwsbrief uit en heeft een netwerk van ongeveer tweeduizend zorgvernieuwers.
- Tijdens het ZIP-event op 24 juni 2009 presenteerde het ZIP haar visie, gebundeld in het document Inspiratie voor innovatie [1]